# Arpi Alto
Arpi Alto (arménien : Արփի Ալտո), née Arpine Mikaeli Ter-Petrossian (Ter-Petrosyan en translittération anglophone) le 30 septembre 1990 à Erevan, est une chanteuse, auteure-compositrice et pianiste arménienne.
Sa tessiture vocale est entre mezzo-soprano et contralto. Elle chante en arménien, anglais, russe et portugais.

## Biographie

### Jeunesse et formation
Ses parents sont tous deux artistes : son père est sculpteur, peintre et tisseur de tapis, et sa mère est chanteuse de jazz.
Arpi suit des études supérieures de piano à l'Université pédagogique d’État d’Arménie jusqu'à sa maîtrise en 2016. En 2011, elle se joint à l'ensemble vocal du monastère de Geghard, et en 2013, elle est admise au Théâtre national académique d'opéra et de ballet d'Arménie.
Elle chante avec le "Naghash Ensemble", groupe spécialisé dans la réinterprétation musicale de poèmes médiévaux arméniens,.

### Prestations
Son interprétation de morceaux traditionnels de bossa nova et de samba est remarquée au Brésil et sur les réseaux sociaux, notamment avec Garota de Ipanema, The Way You Look Tonight et Mas que nada. Elle se produit dans plus de 15 pays en Europe, au Moyen-Orient et en Russie.
En 2021, sort son premier CD, My Soul in the Mountains.
Ses interprétations sont visibles sur YouTube,.

### Vie privée
Arpi Alto est mariée et a un enfant.